# Cayo Cruz del Padre
Cayo Cruz del Padre es el nombre de una isla deshabitada de la República de Cuba que geográficamente pertenece al archipiélago de Sabana-Camagüey, en la sección Sabana, al norte de la isla principal de Cuba. Administrativamente hace parte de la provincia de Matanzas.
No debe confundirse con Cayo Cruz en la provincia de Camagüey. Al suroeste del Cayo se localiza la bahía de Cárdenas, mientras que por el sureste se encuentra la bahía de Santa Clara.